# Любівська сільська рада (Краснокутський район)
Лю́бівська сільська́ ра́да — адміністративно-територіальна одиниця та орган місцевого самоврядування у Краснокутському районі Харківської області. Адміністративний центр — село Любівка.

## Загальні відомості
- Любівська сільська рада утворена в 1920 році.
- Територія ради: 40,5 км²
- Населення ради: 878 осіб (станом на 2001 рік)
- Територією ради протікає річка Мерла.

## Населені пункти
Сільській раді підпорядковані населені пункти:
- с. Любівка

## Склад ради
Рада складалася з 16 депутатів та голови.
- Голова ради: Шляпкін Віктор Олексійович
- Секретар ради: Іванова Ольга Василівна

### Керівний склад попередніх скликань
| Прізвище, ім'я, по батькові | Основні відомості                                                         | Дата обрання | Дата звільнення |
| --------------------------- | ------------------------------------------------------------------------- | ------------ | --------------- |
| Шляпкін Віктор Олексійович  | Сільський голова, 1973 року народження, освіта вища, член Народної партії | 26.03.2006   | 31.10.2010      |
| Шляпкін Віктор Олексійович  | Сільський голова, 1973 року народження, освіта вища, безпартійний         | 31.10.2010   |                 |

Примітка: таблиця складена за даними сайту Верховної Ради України

### Депутати
За результатами місцевих виборів 2010 року депутатами ради стали:

#### За суб'єктами висування
| Суб'єкт висування                                       | Кількість обраних депутатів | %    |
| ------------------------------------------------------- | --------------------------- | ---- |
| Політична партія «Сильна Україна»                       | 8                           | 50   |
| Партія регіонів                                         | 7                           | 43,8 |
| Політична партія Всеукраїнське об'єднання «Батьківщина» | 1                           | 6,3  |

#### За округами
| № округу                                                | Прізвище, ім'я, по батькові       | Дата визнання обраним | Освіта             | Партійна приналежність                        | Відомості про обраного депутата                   |
| ------------------------------------------------------- | --------------------------------- | --------------------- | ------------------ | --------------------------------------------- | ------------------------------------------------- |
| Партія регіонів                                         |                                   |                       |                    |                                               |                                                   |
| 2                                                       | Кирилова Ніна Олексіївна          | 03.11.2010            | середня            | член Партії регіонів                          | Любівська АСЛ, медсестра                          |
| 3                                                       | Каплоух Олена Вікторівна          | 03.11.2010            | вища               | член Партії регіонів                          | ПП «Каплоух», приватний підприємець               |
| 7                                                       | Дубинка Григорій Іванович         | 03.11.2010            | середня            | член Партії регіонів                          | ПСП «Барвінок», водій                             |
| 11                                                      | Задорожний Василь Іванович        | 03.11.2010            | середня            | член Партії регіонів                          | Любівська АСЛ, водій                              |
| 12                                                      | Пономаренко Віталій Володимирович | 03.11.2010            | середня спеціальна | член Партії регіонів                          | Краснокутський НГП, оператор                      |
| 14                                                      | Литвиненко Оксана Іванівна        | 03.11.2010            | вища               | член Партії регіонів                          | ПСП «Барвінок», бухгалтер                         |
| 16                                                      | Ващенко Людмила Олексіївна        | 03.11.2010            | середня            | член Партії регіонів                          | Відділення ощадбанкус. Любівка, касир             |
| Політична партія Всеукраїнське об'єднання «Батьківщина» |                                   |                       |                    |                                               |                                                   |
| 13                                                      | Перепелиця Василь Олексійович     | 03.11.2010            | вища               | член Всеукраїнського об'єднання «Батьківщина» | Гутянський лісгоспзаг, лісничий                   |
| Політична партія «Сильна Україна»                       |                                   |                       |                    |                                               |                                                   |
| 1                                                       | Лизогубова Лариса Іванівна        | 03.11.2010            | вища               | позапартійна                                  | тимчасово не працює                               |
| 4                                                       | Неклейонова Ніна Іванівна         | 03.11.2010            | середня спеціальна | позапартійна                                  | Любівська сільська рада, бузгалтер                |
| 5                                                       | Сургай Олександр Володимирович    | 03.11.2010            | середня спеціальна | позапартійний                                 | ПСП «Фацелія», ген. директор                      |
| 6                                                       | Іванова Ольга Василівна           | 03.11.2010            | середня спеціальна | позапартійна                                  | Любівська сільська рада, секретар                 |
| 8                                                       | Воробйова Світлана Василівна      | 03.11.2010            | вища               | позапартійна                                  | Відділ освіти Краснокутської РДА, вчитель-логопед |
| 9                                                       | Колісник Галина Іванівна          | 03.11.2010            | середня спеціальна | позапартійна                                  | Любівський СБК, директор                          |
| 10                                                      | Посохова Тетяна Іванівна          | 03.11.2010            | вища               | позапартійна                                  | Любівська сільська рада, касир                    |
| 15                                                      | Московченко Олексій Борисович     | 03.11.2010            | середня            | позапартійний                                 | ПСП «Фацелія», комбайнер                          |